# Ettore Chimeri
Ettore Chimeri, né le 4 juin 1921 à Lodi (Italie), et décédé le 27 février 1960 à La Havane (Cuba), est un pilote automobile vénézuélien d'origine italienne. 

## Biographie
Pilote amateur, il s'est surtout illustré dans des courses locales au Venezuela.
Il fit une apparition en championnat du monde de Formule 1 à l'occasion du Grand Prix d'Argentine 1960, sur Maserati. 
Deux week-ends plus tard, il est victime d'un accident lors des essais d'une course disputée à La Havane, sa Ferrari s'écrasant dans un ravin. Il meurt quelques heures après son transfert à l'hôpital.